# Primi ministri della Birmania
I primi ministri della Birmania dal 1948 (indipendenza dal Regno Unito).

## Unione di Birmania (1948-1974)
| Presidente | Presidente | Presidente | Partito                                                    | Mandato         | Mandato         |
| Presidente | Presidente | Presidente | Partito                                                    | Inizio          | Fine            |
| ---------- | ---------- | ---------- | ---------------------------------------------------------- | --------------- | --------------- |
| I          |            | U Nu       | Lega della Libertà Popolare Anti-Fascista                  | 4 gennaio 1948  | 12 giugno 1956  |
| II         |            | Ba Swe     | Lega della Libertà Popolare Anti-Fascista                  | 12 giugno 1956  | 1 marzo 1957    |
| (I)        |            | U Nu       | Lega della Libertà Popolare Anti-Fascista                  | 12 giugno 1957  | 29 ottobre 1958 |
| III        |            | Ne Win     | Esercito                                                   | 29 ottobre 1958 | 4 aprile 1960   |
| (I)        |            | U Nu       | Partito dell'Unione                                        | 4 aprile 1960   | 2 marzo 1962    |
| (III)      |            | Ne Win     | Esercito / Partito del Programma Socialista della Birmania | 2 marzo 1962    | 4 marzo 1974    |

## Repubblica Socialista dell'Unione di Birmania (1974-1988)
| Presidente | Presidente | Presidente      | Partito                                         | Mandato        | Mandato           |
| Presidente | Presidente | Presidente      | Partito                                         | Inizio         | Fine              |
| ---------- | ---------- | --------------- | ----------------------------------------------- | -------------- | ----------------- |
| IV         |            | Sein Win        | Partito del Programma Socialista della Birmania | 4 marzo 1974   | 29 marzo 1977     |
| V          |            | Maung Maung Kha | Partito del Programma Socialista della Birmania | 29 marzo 1977  | 26 luglio 1988    |
| VI         |            | Tun Tin         | Partito del Programma Socialista della Birmania | 26 luglio 1988 | 18 settembre 1988 |

## Unione di Burma/Myanmar (1988–2011)
| Presidente | Presidente | Presidente | Partito  | Mandato           | Mandato         |
| Presidente | Presidente | Presidente | Partito  | Inizio            | Fine            |
| ---------- | ---------- | ---------- | -------- | ----------------- | --------------- |
| VII        |            | Saw Maung  | Esercito | 21 settembre 1988 | 23 aprile 1992  |
| VIII       |            | Than Shwe  | Esercito | 23 aprile 1992    | 25 agosto 2003  |
| IX         |            | Khin Nyunt | Esercito | 25 agosto 2003    | 18 ottobre 2004 |
| X          |            | Soe Win    | Esercito | 18 ottobre 2004   | 12 ottobre 2007 |
| XI         |            | Thein Sein | Esercito | 12 ottobre 2007   | 30 marzo 2011   |

## Repubblica dell'Unione di Myanmar (2011-presente)
| Presidente | Presidente | Presidente       | Partito                          | Mandato       | Mandato         |
| Presidente | Presidente | Presidente       | Partito                          | Inizio        | Fine            |
| ---------- | ---------- | ---------------- | -------------------------------- | ------------- | --------------- |
| XII        |            | Aung San Suu Kyi | Lega Nazionale per la Democrazia | 6 aprile 2016 | 1 febbraio 2021 |
| XIII       |            | Min Aung Hlaing  | Esercito                         | 1 agosto 2021 |                 |